# Neolamprologus schreyeni
Neolamprologus schreyeni är en fiskart som först beskrevs av Poll, 1974.  Neolamprologus schreyeni ingår i släktet Neolamprologus och familjen Cichlidae. IUCN kategoriserar arten globalt som sårbar. Inga underarter finns listade i Catalogue of Life.